# 369-та піхотна дивізія (Третій Рейх)
369-та хорватська піхотна дивізія (Третій Рейх) (нім. 369. (kroatische) Infanterie-Division) — піхотна дивізія Вермахту, яка укомплектовувалася хорватами і боснійськими мусульманами, що входила до складу німецьких сухопутних військ у роки Другої світової війни.

## Історія
369-та піхотна дивізія почала формування у вересні 1942 року на військових полігонах у Штоккерау та Доллерсгайм на території Австрії. Дивізія вважалася спадщиною 42-ї стрілецької дивізії, що носила назву «Дивізія дияволів» з часів Першої світової війни. Хоча спочатку призначалася для застосування як регулярна частина сухопутних військ на Східному фронті, дивізію туди не відправили. До кінця січня 1943 року дивізія завершила свою підготовку, у ній нараховувалось 14 000 солдатів і офіцерів. У січні її передислокували до Незалежної Держави Хорватії, де була включена до складу сил для проведення антипартизанських операцій на території Хорватії та інших окупованих землях Королівства Югославія.
Дивізія мала у своєму складі два хорватських піхотних (гренадерських) полки, 369-й та 370-й. Кожен полк складався з трьох піхотних батальйонів та мінометної роти. 369-й хорватський артилерійський полк мав два дивізіони легкої артилерії по три батареї та один дивізіон важкої артилерії по 2 батареї кожен. Решта частин та підрозділів 369-ї хорватської дивізії мала типовий склад піхотної дивізії вермахту — інженерний батальйон, батальйон зв'язку, запасний батальйон тощо. Особовий склад дивізії носив німецький формений одяг та знаки розрізнення, і лише хорватський щит, щоб ідентифікувати його як підрозділ хорватських добровольців. На відміну від колишнього 369-го полку, знищеного під Сталінградом, нова 369-та дивізія носила щит на правому рукаві.

## Райони бойових дій
- Балкани (січень 1943 — травень 1945)

## Командування

### Командири
- генерал-лейтенант Фріц Найдгольд (нім. Fritz Neidholdt) (1 вересня 1942 — 5 жовтня 1944);
- генерал-лейтенант Георг Райніке (нім. Georg Reinicke) (5 жовтня 1944 — 15 травня 1945).

### Підпорядкованість
| Час       | Корпус                                   | Армія           | Група армій (округ) | Штаб      |
| --------- | ---------------------------------------- | --------------- | ------------------- | --------- |
| 1943      |                                          |                 |                     |           |
| лютий     | Командування німецьких військ у Хорватії |                 | Група армій «E»     | Хорватія  |
| 1 квітня  | Командування німецьких військ у Хорватії | 2-га ТА         | Група армій «E»     | Тузла     |
| 15 серпня | XV гк                                    | 2-га ТА         | Група армій «F»     | Сараєво   |
| 20 жовтня | V гк СС                                  | 2-га ТА         | Група армій «F»     | Сараєво   |
| 1944      |                                          |                 |                     |           |
| 1 січня   | V гк СС                                  | 2-га ТА         | Група армій «F»     | Мостар    |
| грудень   | V гк СС                                  | Група армій «E» | Група армій «F»     | Мостар    |
| 1945      |                                          |                 |                     |           |
| 1 січня   | LXXXXI ак                                | Група армій «E» | Група армій «F»     | Сараєво   |
| лютий     | XXI гк                                   | Група армій «E» | Група армій «F»     | Сараєво   |
| квітень   | XXI гк                                   |                 | Група армій «E»     | Брод/Целє |

## Нагороджені дивізії
Нагороджені дивізії
Нагороджені Сертифікатом Пошани Головнокомандувача Сухопутних військ для військових формувань вермахту за збитий літак противника
- ? 1944 — 369-й хорватський розвідувальний загін за дії 9 липня 1944 поблизу Калиновик (574).

|  | Кавалери Золотого Німецького Хреста                    | 3 |
|  | Кавалери Срібного знаку «За боротьбу з партизанами»»   | 1 |
|  | Кавалери Бронзового знаку «За боротьбу з партизанами»» | 1 |

### Склад
| 1943                                   |
| -------------------------------------- |
| 369-й хорватський піхотний полк        |
| 370-й хорватський піхотний полк        |
| 369-й хорватський артилерійський полк  |
| 369-й інженерний батальйон             |
| 369-й протитанковий дивізіон           |
| 369-й дивізійний батальйон зв'язку     |
| 369-й запасний батальйон               |
| 369-те дивізійне управління постачання |